# 엔리코 포로
엔리코 포로(이탈리아어: Enrico Porro, 1885년 1월 16일 ~ 1967년 3월 14일)는 이탈리아의 레슬링 선수로 1908년 올림픽 레슬링 그레코로만형 라이트급에서 금메달을 획득했다.

## 인물 정보
그는 1908년 하계 올림픽 레슬링 그레코로만형 라이트급 부문에서 금메달을 획득했다. 그는 1920년과 1924년 하계 올림픽에도 출전했다.

## 같이 보기
- 1908년 하계 올림픽 이탈리아 선수단

## 참조
1. ↑  "1908년 런던 하계 올림픽 – 레슬링" 보관됨 2010-01-05 - 웨이백 머신 databaseOlympics.com (2008년 8월 27일)
2. ↑  “엔리코 포로의 올림픽 성적”. 《sports-reference.com》. 2011년 2월 3일에 원본 문서에서 보존된 문서. 2013년 8월 30일에 확인함.